# Alejandro Antonio Buccolini
Alejandro Antonio Buccolini SDB (* 18. Januar 1930 in Ferré; † 6. Juni 2014) war ein argentinischer Ordensgeistlicher und Bischof von Río Gallegos.

## Leben
Alejandro Antonio Buccolini trat der Ordensgemeinschaft der Salesianer Don Boscos bei und empfing am 24. November 1957 die Priesterweihe. neben Philosophie und Theologie studierte er Latein und humanistische Texte am
Papst Johannes Paul II. ernannte ihn am 11. Juli 1992 zum Bischof von Río Gallegos. Der Erzbischof von Rosario, Jorge Manuel López, spendete ihm am 26. September 1992 die Bischofsweihe; Mitkonsekratoren waren Jorge Arturo Meinvielle SDB, Bischof von San Justo, und Agustín Roberto Radrizzani SDB, Bischof von Neuquén. Am 3. Oktober desselben Jahres wurde er in das Amt eingeführt. Sein Wahlspruch war La Caridad de Cristo nos apremia (Die Liebe Christi drängt uns).
Am 25. Oktober 2005 nahm Benedikt XVI. sein aus Altersgründen vorgebrachtes Rücktrittsgesuch an.